# Premier League 2023/2024
Soutěžní ročník Premier League 2023/24 byla 32. ročníkem Premier League a celkově 125. sezónou nejvyšší anglické fotbalové ligy. Manchester City byl trojnásobným obhájcem titulu. Měl šanci stát se prvním anglickým fotbalovým klubem, který získal čtyři tituly v řadě, což se povedlo.
V letošní sezóně se vrátila přestávka pro hráče uprostřed sezóny, která proběhla mezi 13. a 20. lednem. Letní přestupové okno se otevřelo ve středu 14. června a uzavřelo se v pátek 1. září. Zimní přestupové okno Premier League se otevřelo v pondělí 1. ledna 2024 a uzavřelo se ve čtvrtek 1. února 2024.

## Týmy
Ligy se účastnilo dvacet týmů - sedmnáct nejlepších týmů z předchozí sezóny a tři týmy postoupivší z Championship. Postupujícími týmy byly Burnley, Sheffield United a Luton Town, které se do nejvyšší soutěže vrátí po jednoleté, dvouleté a třicetijednaleté absenci. Luton Town se stal 51. týmem, který kdy hrál Premier League. Nahradil Leicester City, Leeds United a Southampton, kteří po devíti, třech a jedenácti letech v nejvyšší soutěži sestoupily do druhé nejvyšší soutěže.

### Stadiony a lokace
| Klub                    | Město                     | Stadion                     | Kapacita |
| ----------------------- | ------------------------- | --------------------------- | -------- |
| Arsenal                 | Londýn (Holloway)         | Emirates Stadium            | 60 704   |
| Aston Villa             | Birmingham                | Villa Park                  | 42 657   |
| Bournemouth             | Bournemouth               | Dean Court                  | 11 307   |
| Brentford               | Londýn (Brentford)        | Brentford Community Stadium | 17 250   |
| Brighton & Hove Albion  | Falmer                    | Falmer Stadium              | 31 800   |
| Burnley                 | Burnley                   | Turf Moor                   | 21 944   |
| Chelsea                 | Londýn (Fulham)           | Stamford Bridge             | 40 343   |
| Crystal Palace          | Londýn (Selhurst)         | Selhurst Park               | 25 486   |
| Everton                 | Liverpool (Walton)        | Goodison Park               | 39 414   |
| Fulham                  | Londýn (Fulham)           | Craven Cottage              | 22 384   |
| Liverpool               | Liverpool (Anfield)       | Anfield                     | 53 394   |
| Luton Town              | Luton                     | Kenilworth Road             | 10 356   |
| Manchester City         | Manchester (Bradford)     | Etihad Stadium              | 53 400   |
| Manchester United       | Manchester (Old Trafford) | Old Trafford                | 75 546   |
| Newcastle United        | Newcastle upon Tyne       | St James' Park              | 52 305   |
| Nottingham Forest       | West Bridgford            | City Ground                 | 30 332   |
| Sheffield United        | Sheffield                 | Bramall Lane                | 32 050   |
| Tottenham Hotspur       | Londýn (Tottenham)        | Tottenham Hotspur Stadium   | 62 850   |
| West Ham United         | Londýn (Stratford)        | London Stadium              | 62 500   |
| Wolverhampton Wanderers | Wolverhampton             | Molineux Stadium            | 31 750   |

### Trenéři a dresy
| Klub                    | Trenér              | Kapitán            | Výrobce dresu | Sponzor dresu (hrudník) | Sponzor dresu (rukáv) |
| ----------------------- | ------------------- | ------------------ | ------------- | ----------------------- | --------------------- |
| Arsenal                 | Mikel Arteta        | Martin Ødegaard    | Adidas        | Emirates                | Visit Rwanda          |
| Aston Villa             | Unai Emery          | John McGinn        | Castore       | BK8                     | Kaiyun Sports         |
| Bournemouth             | Andoni Iraola       | Neto               | Umbro         | Dafabet                 | DeWalt                |
| Brentford               | Thomas Frank        | Christian Nørgaard | Umbro         | Hollywoodbets           | Safetyculture         |
| Brighton & Hove Albion  | Roberto De Zerbi    | Lewis Dunk         | Nike          | American Express        | SnickersUK.com        |
| Burnley                 | Vincent Kompany     | Jack Cork          | Umbro         | W88                     | Uphold                |
| Chelsea                 | Mauricio Pochettino | Reece James        | Nike          | Infinite Athlete        | bude oznámeno         |
| Crystal Palace          | Oliver Glasner      | Joel Ward          | Macron        | Cinch                   | Kaiyun Sports         |
| Everton                 | Sean Dyche          | Séamus Coleman     | Hummel        | Stake.com               | BOXT                  |
| Fulham                  | Marco Silva         | Tom Cairney        | Adidas        | W88                     | World Mobile          |
| Liverpool               | Jürgen Klopp        | Virgil van Dijk    | Nike          | Standard Chartered      | Expedia               |
| Luton Town              | Rob Edwards         | Tom Lockyer        | Umbro         | Utilita                 | Freenow               |
| Manchester City         | Pep Guardiola       | Kevin De Bruyne    | Puma          | Etihad Airways          | OKX                   |
| Manchester United       | Erik ten Hag        | Bruno Fernandes    | Adidas        | TeamViewer              | DXC Technology        |
| Newcastle United        | Eddie Howe          | Kieran Trippier    | Castore       | Sela                    | Noon                  |
| Nottingham Forest       | Nuno Espírito Santo | Joe Worrall        | Adidas        | Kaiyun Sports           | Ideagen               |
| Sheffield United        | Chris Wilder        | John Egan          | Erreà         | CFI Financial Group     | Ultimate Champions    |
| Tottenham Hotspur       | Ange Postecoglou    | Son Hung-min       | Nike          | AIA                     | Cinch                 |
| West Ham United         | David Moyes         | Kurt Zouma         | Umbro         | WHU Foundation          | JD Sports             |
| Wolverhampton Wanderers | Gary O'Neil         | Max Kilman         | Castore       | AstroPay                | 12BET                 |

### Trenérské změny
| Klub                    | Odcházející trenér | Důvod odchodu          | Datum odchodu     | Pozice v tabulce | Příchozí trenér     | Datum příchodu    |
| ----------------------- | ------------------ | ---------------------- | ----------------- | ---------------- | ------------------- | ----------------- |
| Chelsea                 | Frank Lampard      | Konec dočasné výpomoci | 28. května 2023   | Před sezónou     | Mauricio Pochettino | 29. května 2023   |
| Tottenham Hotspur       | Ryan Mason         | Konec dočasné výpomoci | 28. května 2023   | Před sezónou     | Ange Postecoglou    | 6. června 2023    |
| Bournemouth             | Gary O'Neil        | Vyhozen                | 19. června 2023   | Před sezónou     | Andoni Iraola       | 19. června 2023   |
| Wolverhampton Wanderers | Julen Lopetegui    | Vzájemná dohoda        | 8. srpna 2023     | Před sezónou     | Gary O'Neil         | 9. srpna 2023     |
| Sheffield United        | Paul Heckingbottom | Vyhozen                | 5. prosince 2023  | 20.              | Chris Wilder        | 5. prosince 2023  |
| Nottingham Forest       | Steve Cooper       | Vyhozen                | 19. prosince 2023 | 17.              | Nuno Espírito Santo | 20. prosince 2023 |
| Crystal Palace          | Roy Hodgson        | Rezignace              | 19. února 2024    | 16.              | Oliver Glasner      | 19. února 2024    |

## Tabulka
| Poř. | Tým                     | Z  | V  | R  | P  | VG | OG  | B  |
| ---- | ----------------------- | -- | -- | -- | -- | -- | --- | -- |
| 1.   | Manchester City         | 38 | 28 | 7  | 3  | 96 | 34  | 91 |
| 2.   | Arsenal                 | 38 | 28 | 5  | 5  | 91 | 29  | 89 |
| 3.   | Liverpool               | 38 | 24 | 10 | 4  | 86 | 41  | 82 |
| 4.   | Aston Villa             | 38 | 20 | 8  | 10 | 76 | 61  | 68 |
| 5.   | Tottenham Hotspur       | 38 | 20 | 6  | 12 | 74 | 61  | 66 |
| 6.   | Chelsea                 | 38 | 18 | 9  | 11 | 77 | 63  | 63 |
| 7.   | Newcastle United        | 38 | 18 | 6  | 14 | 85 | 62  | 60 |
| 8.   | Manchester United       | 38 | 18 | 6  | 14 | 57 | 58  | 60 |
| 9.   | West Ham United         | 38 | 14 | 10 | 14 | 60 | 74  | 52 |
| 10.  | Crystal Palace          | 38 | 13 | 10 | 15 | 57 | 58  | 49 |
| 11.  | Brighton & Hove Albion  | 38 | 12 | 12 | 14 | 55 | 62  | 48 |
| 12.  | Bournemouth             | 38 | 13 | 9  | 16 | 54 | 67  | 48 |
| 13.  | Fulham                  | 38 | 13 | 8  | 17 | 55 | 61  | 47 |
| 14.  | Wolverhampton Wanderers | 38 | 13 | 7  | 18 | 50 | 65  | 46 |
| 15.  | Everton                 | 38 | 13 | 9  | 16 | 40 | 51  | 40 |
| 16.  | Brentford               | 38 | 10 | 9  | 19 | 56 | 65  | 39 |
| 17.  | Nottingham Forest       | 38 | 9  | 9  | 20 | 49 | 67  | 32 |
| 18.  | Luton Town              | 38 | 6  | 8  | 24 | 52 | 85  | 26 |
| 19.  | Burnley                 | 38 | 5  | 9  | 24 | 41 | 78  | 24 |
| 20.  | Sheffield United        | 38 | 3  | 7  | 28 | 35 | 104 | 16 |

Pravidla pro klasifikaci: 1) Body; 2) Gólový rozdíl; 3) vstřelené góly; 4.1) Body získané ve vzájemných zápasech; 4.2) Vstřelené góly ve vzájemných zápasech; 4.3) Play-off
|  | Přímý postup do Ligy mistrů                  |
|  | Přímý postup do Evropské ligy                |
|  | Postup do play-off Evropské konferenční ligy |
|  | Sestup do EFL Championship                   |

Poznámky
1. ↑  Evertonu bylo odečteno osm bodů za porušení pravidel ziskovosti a udržitelnosti. Původně mu bylo odečteno 10 bodů, ale po odvolání byl odečet snížen na 6 bodů. Klubu pak byly odečteny další dva body za další porušení pravidel PSR.[71][72][73] Proti druhému odečtu se v současné době podává odvolání.[74]
2. ↑  Nottinghamu Forest byly odečteny čtyři body za porušení pravidel ziskovosti a udržitelnosti.[75] Odvolací řízení, které klub podal bylo neúspěšné.[76]

### Pořadí po jednotlivých kolech
Při shodném počtu bodů a skóre mohou být kluby umístěny na stejném místě v průběhu soutěže (zejména zpočátku), v závěru platí v případě rovnosti bodů a skóre dodatečná kritéria, která rozhodují o konečném pořadí.
| Klub / kolo   | 1       | 2  | 3  | 4  | 5  | 6  | 7  | 8  | 9  | 10 | 11 | 12 | 13 | 14 | 15 | 16 | 17 | 18 | 19 | 20 | 21 | 22 | 23 | 24 | 25 | 26 | 27 | 28 | 29 | 30 | 31 | 32 | 33 | 34 | 35 | 36 | 37 | 38 |   |
| ------------- | ------- | -- | -- | -- | -- | -- | -- | -- | -- | -- | -- | -- | -- | -- | -- | -- | -- | -- | -- | -- | -- | -- | -- | -- | -- | -- | -- | -- | -- | -- | -- | -- | -- | -- | -- | -- | -- | -- | - |
| Klub / kolo   | Arsenal | 4  | 3  | 5  | 5  | 4  | 5  | 3  | 2  | 3  | 2  | 4  | 3  | 1  | 1  | 1  | 2  | 1  | 1  | 2  | 4  | 3  | 3  | 3  | 3  | 2  | 3  | 3  | 1  | 1  | 2  | 2  | 1  | 2  | 1  | 1  | 1  | 1  | 2 |
| A. Villa      | 20      | 9  | 7  | 10 | 7  | 6  | 5  | 5  | 5  | 5  | 5  | 5  | 4  | 4  | 3  | 3  | 3  | 3  | 3  | 2  | 4  | 5  | 4  | 5  | 4  | 4  | 4  | 4  | 4  | 4  | 4  | 5  | 4  | 4  | 4  | 4  | 4  | 4  |   |
| Bournemouth   | 10      | 14 | 16 | 16 | 15 | 17 | 18 | 19 | 19 | 17 | 18 | 17 | 16 | 16 | 15 | 14 | 14 | 12 | 12 | 12 | 12 | 12 | 12 | 13 | 13 | 14 | 13 | 13 | 13 | 13 | 12 | 12 | 13 | 13 | 10 | 10 | 11 | 12 |   |
| Brentford     | 8       | 4  | 9  | 8  | 11 | 13 | 14 | 15 | 14 | 10 | 9  | 11 | 11 | 11 | 11 | 11 | 12 | 14 | 14 | 16 | 14 | 15 | 15 | 14 | 14 | 16 | 15 | 15 | 15 | 15 | 15 | 16 | 15 | 15 | 16 | 16 | 16 | 16 |   |
| Brighton      | 2       | 1  | 6  | 6  | 5  | 3  | 6  | 6  | 7  | 7  | 7  | 8  | 8  | 8  | 8  | 8  | 9  | 9  | 8  | 7  | 7  | 9  | 8  | 9  | 7  | 7  | 9  | 8  | 8  | 9  | 9  | 10 | 10 | 10 | 12 | 11 | 10 | 11 |   |
| Burnley       | 19      | 18 | 18 | 20 | 19 | 19 | 19 | 18 | 18 | 19 | 19 | 20 | 20 | 19 | 19 | 19 | 19 | 19 | 19 | 19 | 19 | 19 | 19 | 19 | 19 | 19 | 19 | 19 | 19 | 19 | 19 | 19 | 19 | 19 | 19 | 19 | 19 | 19 |   |
| Chelsea       | 10      | 14 | 10 | 12 | 14 | 14 | 11 | 11 | 10 | 11 | 10 | 10 | 10 | 10 | 10 | 12 | 10 | 10 | 10 | 10 | 9  | 10 | 11 | 10 | 10 | 11 | 11 | 11 | 11 | 11 | 10 | 9  | 9  | 9  | 9  | 7  | 7  | 6  |   |
| C. Palace     | 5       | 11 | 11 | 7  | 9  | 10 | 9  | 9  | 11 | 13 | 11 | 13 | 13 | 12 | 14 | 15 | 15 | 15 | 15 | 14 | 15 | 14 | 14 | 15 | 15 | 13 | 14 | 14 | 14 | 14 | 14 | 14 | 14 | 14 | 14 | 14 | 12 | 10 |   |
| Everton       | 15      | 20 | 20 | 18 | 18 | 15 | 16 | 16 | 16 | 15 | 16 | 14 | 19 | 18 | 17 | 17 | 16 | 16 | 17 | 17 | 17 | 18 | 18 | 18 | 17 | 15 | 16 | 16 | 16 | 16 | 16 | 15 | 16 | 16 | 15 | 15 | 15 | 15 |   |
| Fulham        | 5       | 13 | 12 | 13 | 10 | 11 | 13 | 12 | 13 | 14 | 15 | 16 | 14 | 14 | 12 | 10 | 11 | 13 | 13 | 13 | 13 | 13 | 13 | 12 | 12 | 12 | 12 | 12 | 12 | 12 | 13 | 13 | 12 | 12 | 13 | 13 | 14 | 13 |   |
| Liverpool     | 10      | 5  | 4  | 3  | 3  | 2  | 4  | 4  | 4  | 4  | 3  | 2  | 3  | 2  | 2  | 1  | 2  | 2  | 1  | 1  | 1  | 1  | 1  | 1  | 1  | 1  | 1  | 2  | 2  | 1  | 1  | 2  | 3  | 2  | 3  | 3  | 3  | 3  |   |
| Luton         | 18      | 17 | 19 | 19 | 20 | 18 | 17 | 17 | 17 | 18 | 17 | 18 | 17 | 17 | 18 | 18 | 18 | 18 | 18 | 18 | 18 | 17 | 17 | 17 | 18 | 18 | 18 | 18 | 18 | 18 | 18 | 18 | 18 | 18 | 18 | 18 | 18 | 18 |   |
| Man. City     | 3       | 2  | 1  | 1  | 1  | 1  | 1  | 3  | 2  | 3  | 1  | 1  | 2  | 3  | 4  | 4  | 4  | 5  | 4  | 3  | 2  | 2  | 2  | 2  | 3  | 2  | 2  | 3  | 3  | 3  | 3  | 3  | 1  | 3  | 2  | 2  | 2  | 1  |   |
| Man. United   | 6       | 12 | 8  | 11 | 13 | 9  | 10 | 10 | 8  | 8  | 8  | 6  | 6  | 7  | 6  | 6  | 7  | 8  | 7  | 8  | 8  | 7  | 6  | 6  | 6  | 6  | 6  | 6  | 6  | 6  | 6  | 6  | 7  | 7  | 6  | 8  | 8  | 8  |   |
| Newcastle     | 1       | 8  | 13 | 14 | 12 | 8  | 8  | 8  | 6  | 6  | 6  | 7  | 7  | 6  | 7  | 7  | 6  | 7  | 9  | 9  | 10 | 8  | 9  | 7  | 8  | 10 | 8  | 10 | 10 | 8  | 8  | 8  | 6  | 6  | 7  | 6  | 6  | 7  |   |
| Nottingham    | 14      | 10 | 14 | 9  | 8  | 12 | 12 | 13 | 15 | 16 | 13 | 15 | 15 | 15 | 16 | 16 | 17 | 17 | 16 | 15 | 16 | 16 | 16 | 16 | 16 | 17 | 17 | 17 | 17 | 17 | 17 | 17 | 17 | 17 | 17 | 17 | 17 | 17 |   |
| Sheffield     | 15      | 16 | 17 | 17 | 17 | 20 | 20 | 20 | 20 | 20 | 20 | 19 | 18 | 20 | 20 | 20 | 20 | 20 | 20 | 20 | 20 | 20 | 20 | 20 | 20 | 20 | 20 | 20 | 20 | 20 | 20 | 20 | 20 | 20 | 20 | 20 | 20 | 20 |   |
| Tottenham     | 9       | 5  | 3  | 2  | 2  | 4  | 2  | 1  | 1  | 1  | 2  | 4  | 5  | 5  | 5  | 5  | 5  | 4  | 5  | 5  | 5  | 4  | 5  | 4  | 5  | 5  | 5  | 5  | 5  | 5  | 5  | 4  | 5  | 5  | 5  | 5  | 5  | 5  |   |
| West Ham      | 10      | 5  | 2  | 4  | 6  | 7  | 7  | 7  | 9  | 9  | 12 | 9  | 9  | 9  | 9  | 9  | 8  | 6  | 6  | 6  | 6  | 6  | 7  | 8  | 9  | 8  | 7  | 7  | 7  | 7  | 7  | 7  | 8  | 8  | 8  | 9  | 9  | 9  |   |
| Wolverhampton | 15      | 19 | 15 | 15 | 16 | 16 | 15 | 14 | 12 | 12 | 14 | 12 | 12 | 13 | 13 | 13 | 13 | 11 | 11 | 11 | 11 | 11 | 10 | 11 | 11 | 9  | 10 | 9  | 9  | 10 | 11 | 11 | 11 | 11 | 11 | 12 | 13 | 14 |   |

## Statistiky

### Góly
| Poř. | Hráč                 | Tým               | [ 77 ] |
| ---- | -------------------- | ----------------- | ------ |
| 1    | Erling Haaland       | Manchester City   | 27     |
| 2    | Cole Palmer          | Chelsea           | 22     |
| 3    | Alexander Isak       | Newcastle United  | 21     |
| 4    | Phil Foden           | Manchester City   | 19     |
| 4    | Dominic Solanke      | Bournemouth       | 19     |
| 4    | Ollie Watkins        | Aston Villa       | 19     |
| 7    | Mohamed Salah        | Liverpool         | 18     |
| 8    | Son Hung-min         | Tottenham Hotspur | 17     |
| 9    | Jarrod Bowen         | West Ham United   | 16     |
| 9    | Jean-Philippe Mateta | Crystal Palace    | 16     |
| 9    | Bukayo Saka          | Arsenal           | 16     |

#### Hattricky
| Hráč                 | Klub                    | Soupeř                  | Výsledek | Datum             |
| -------------------- | ----------------------- | ----------------------- | -------- | ----------------- |
| Son Hung-min         | Tottenham Hotspur       | Burnley                 | 5:2 (H)  | 2. září 2023      |
| Erling Haaland       | Manchester City         | Fulham                  | 5:1 (D)  | 2. září 2023      |
| Evan Ferguson        | Brighton & Hove Albion  | Newcastle United        | 3:1 (D)  | 2. září 2023      |
| Ollie Watkins        | Aston Villa             | Brighton & Hove Albion  | 6:1 (D)  | 30. září 2023     |
| Eddie Nketiah        | Arsenal                 | Sheffield United        | 5:0 (D)  | 28. října 2023    |
| Nicolas Jackson      | Chelsea                 | Tottenham Hotspur       | 4:1 (V)  | 6. listopadu 2023 |
| Dominic Solanke      | Bournemouth             | Nottingham Forest       | 3:2 (V)  | 23. prosince 2023 |
| Chris Wood           | Nottingham Forest       | Newcastle United        | 3:1 (V)  | 26. prosince 2023 |
| Elijah Adebayo       | Luton Town              | Brighton & Hove Albion  | 4:0 (D)  | 30. ledna 2024    |
| Matheus Cunha        | Wolverhampton Wanderers | Chelsea                 | 4:2 (V)  | 4. února 2024     |
| Phil Foden           | Manchester City         | Brentford               | 3:1 (V)  | 5. února 2024     |
| Jarrod Bowen         | West Ham United         | Brentford               | 4:2 (D)  | 26. února 2024    |
| Phil Foden           | Manchester City         | Aston Villa             | 4:1 (D)  | 3. dubna 2024     |
| Cole Palmer          | Chelsea                 | Manchester United       | 4:3 (D)  | 4. dubna 2024     |
| Cole Palmer4         | Chelsea                 | Everton                 | 6:0 (D)  | 15. dubna 2024    |
| Erling Haaland4      | Manchester City         | Wolverhampton Wanderers | 5:1 (D)  | 4. května 2024    |
| Jean-Philippe Mateta | Crystal Palace          | Aston Villa             | 5:0 (D)  | 19. května 2024   |

Poznámky
4 Hráč vstřelil 4 góly
(D) – Domácí tým
(H) – Hostující tým

### Čistá konta
| Poř. | Hráč              | Tým               | [ 95 ] |
| ---- | ----------------- | ----------------- | ------ |
| 1    | David Raya        | Arsenal           | 16     |
| 2    | Jordan Pickford   | Everton           | 13     |
| 3    | Bernd Leno        | Fulham            | 10     |
| 3    | Ederson           | Manchester City   | 10     |
| 5    | André Onana       | Manchester United | 9      |
| 6    | Alisson           | Liverpool         | 8      |
| 6    | Emiliano Martínez | Aston Villa       | 8      |
| 8    | Mark Flekken      | Brentford         | 7      |
| 8    | Neto              | Bournemouth       | 7      |
| 8    | Guglielmo Vicario | Tottenham Hotspur | 7      |

### Disciplína

#### Hráči
- Nejvíce žlutých karet: 13[96]
  -  João Palhinha (Fulham)
  -  Marcos Senesi (Bournemouth)

- Nejvíce červených karet: 2[97]
  -  Yves Bissouma (Tottenham Hotspur)
  -  Reece James (Chelsea)
  -  Oli McBurnie (Sheffield United)

#### Klub
- Nejvíce žlutých karet: 105[98]
  - Chelsea

- Nejméně žlutých karet: 52[98]
  - Manchester City

- Nejvíce červených karet: 7[99]
  - Burnley

- Nejméně červených karet: 0[99]
  - Luton Town

## Ocenění

### Měsíční
| Měsíc    | Trenér měsíce    | Trenér měsíce     | Hráč měsíce     | Hráč měsíce       | Gól měsíce          | Gól měsíce             | Zákrok měsíce   | Zákrok měsíce     | Reference                       |
| Měsíc    | Trenér           | Klub              | Hráč            | Klub              | Hráč                | Klub                   | Hráč            | Klub              | Reference                       |
| -------- | ---------------- | ----------------- | --------------- | ----------------- | ------------------- | ---------------------- | --------------- | ----------------- | ------------------------------- |
| Srpen    | Ange Postecoglou | Tottenham Hotspur | James Maddison  | Tottenham Hotspur | Kaoru Mitoma        | Brighton & Hove Albion | Alisson         | Liverpool         | [ 100 ] [ 101 ] [ 102 ] [ 103 ] |
| Září     | Ange Postecoglou | Tottenham Hotspur | Son Hung-min    | Tottenham Hotspur | Bruno Fernandes     | Manchester United      | Robert Sánchez  | Chelsea           | [ 104 ] [ 105 ] [ 106 ] [ 107 ] |
| Říjen    | Ange Postecoglou | Tottenham Hotspur | Mohamed Salah   | Liverpool         | Saman Ghoddos       | Brentford              | Alphonse Areola | West Ham United   | [ 108 ] [ 109 ] [ 110 ] [ 111 ] |
| Listopad | Erik ten Hag     | Manchester United | Harry Maguire   | Manchester United | Alejandro Garnacho  | Manchester United      | Thomas Kaminski | Luton Town        | [ 112 ] [ 113 ] [ 114 ] [ 115 ] |
| Prosinec | Unai Emery       | Aston Villa       | Dominic Solanke | Bournemouth       | Alexis Mac Allister | Liverpool              | Wes Foderingham | Sheffield United  | [ 116 ] [ 117 ] [ 118 ] [ 119 ] |
| Leden    | Jürgen Klopp     | Liverpool         | Diogo Jota      | Liverpool         | Oscar Bobb          | Manchester City        | Jordan Pickford | Everton           | [ 120 ] [ 121 ] [ 122 ] [ 123 ] |
| Únor     | Mikel Arteta     | Arsenal           | Rasmus Højlund  | Manchester United | Kobbie Mainoo       | Manchester United      | Mark Flekken    | Brentford         | [ 124 ] [ 125 ] [ 126 ] [ 127 ] |
| Březen   | Andoni Iraola    | Bournemouth       | Rodrigo Muniz   | Fulham            | Marcus Rashford     | Manchester United      | Matz Sels       | Nottingham Forest | [ 128 ] [ 129 ] [ 130 ] [ 131 ] |
| Duben    | Sean Dyche       | Everton           | Cole Palmer     | Chelsea           | Cole Palmer         | Chelsea                | André Onana     | Manchester United | [ 132 ] [ 133 ] [ 134 ] [ 135 ] |

### Roční ocenění
| Ocenění                                   | Vítěz              | Klub              |
| ----------------------------------------- | ------------------ | ----------------- |
| Premier League Manager of the Season      | Pep Guardiola      | Manchester City   |
| Premier League Player of the Season       | Phil Foden         | Manchester City   |
| Premier League Young Player of the Season | Cole Palmer        | Chelsea           |
| Premier League Goal of the Season         | Alejandro Garnacho | Manchester United |
| Premier League Save of the Season         | Thomas Kaminski    | Luton Town        |
| Hráč roku dle FWA                         | Phil Foden         | Manchester City   |